# Rubidio-82
Rubidio-82 (82Rb) es un isótopo radioactivo de rubidio. El 82Rb se utiliza ampliamente en la imagen de perfusión miocárdica. Este isótopo absorbe los miocardiocitos con rapidez, lo que lo convierte en una valiosa herramienta para la identificación de una isquemia miocárdica en una tomografría por emisión de positrones (PET). El 82Rb se utiliza en la industria farmacéutica y se comercializa bajo la marca CardioGen-82.File:PETcomaprison

## Historia
En 1953 se descubrió que el rubidio llevaba una actividad biológica comparable al potasio. En 1959, ensayos preclínicos demostraron en perros que la absorción miocárdica de este radionucleido era directamente proporcional al flujo sanguíneo. En 1979, Yano et al. compararon varias columnas de intercambio iónico para ser utilizado en un generador de 82Sr/82Rb automatizado para ensayos clínicos. Alrededor de 1980, en los ensayos preclínicos, se comenzó a usar el 82Rb en PET. En 1982, Selwyn et al. examinaron la relación entre la perfusión miocárdica y la absorción de rubidio-82 durante la isquemia aguda en seis perros después de la estenosis coronaria y cinco voluntarios y cinco pacientes con enfermedad de las arterias coronarias. Tomogramas miocárdicos, grabados en reposo y después del ejercicio en voluntarios mostraron una absorción homogénea en escáneres que se pueden reproducir y repetir.El isótopo de rubidio ha demostrado una considerable exactitud comparable a la del SPECT 99mtc. En 1989, la FDA aprobó el generador 82Rb/82Sr de Bracco Diagnostics para su uso comercial en los Estados Unidos.Con mayores capacidades de producción del 82Sr, el uso del 82Rb ha aumentado en los últimos diez años.

## Producción

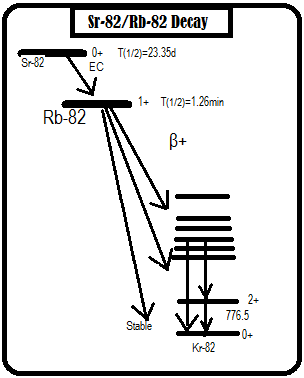
El rubidio-82 de descompone por emisión de positrones.

La producción de rubidio-82 viene del estroncio-82. El generador de 82Sr/82Rb se llama CardioGen-82. El generador contiene acelerador producido 82Sr absorbido sobre óxido de estaño en una columna de plomo protegida y proporciona un medio para la obtención de soluciones estériles no pirogénicas de RbCI (tipo sal haloidea). La cantidad (milicurios) de Rb-82 obtenidos en cada elución dependerá de la potencia del generador. Cuando se eluye a una velocidad de 50 mL/minuto, cada eluato generador al final de la elución no debería contener más de 0,02 microcurios de estroncio Sr-82 y no más de 0,2 microcurios de estroncio Sr-85 por milicurio de inyección de cloruro de rubidio Rb 82, tampoco más de 1 microgramo de estaño por mL de eluato.

## Farmacología

### Mecanismo de acción
El 82Rb tiene una actividad muy similar a la de un ion de potasio (K+). Una vez en el miocardio, es un participante activo en el intercambio y bombeo de sodio-potasio de las células. Rápidamente es extraído por el miocardio proporcional a flujo sanguíneo. Su radioactividad aumenta en células de miocardio viables que reflejan la retención celular, mientras que el marcador se elimina rápidamente del tejido necrótico o infartado.

### Farmacodinámica
Cuando se utiliza clínicamente, el 82Rb se puede ver desde el momento en el que se inyecta la inyección intravenosa. Cuando el miocardio está afectado con isquemia o infarto, esto se podrá apreciar en 2-7 minutos. Estas zonas afectadas se mostrarán como fotones deficientes en un escáner PET. El 82Rb pasa por todo el cuerpo con la primera ronda de circulación y se absorbe de forma visible en órganos como el riñón, hígado, bazo y pulmón. Esto es debido a la alta vascularización de los órganos.

## Uso en PET
El rubidio se extrae rápidamente de la sangre y se absorbe por el miocardio en relación con la perfusión miocárdica a través de Na+/K+-ATPasa similar al talio-201. El 82Rb es capaz de producir una imagen clara de la perfusión parecida a la tomografía computarizada por emisión monofotónica (SPECT)-MPI porque es un indicador extraíble. La vida media requiere una adquisición rápida de la imagen, poco después de la administración que reduce el tiempo de estudio total. Esta vida media también permite que el paciente reciba una menor radiación.Una evaluación por imágenes de perfusión visual estándar se basa en la definición regional de la absorción relativa a la absorción máxima en el miocardio. También es importante que el 82Rb parece facilitar el pronóstico en pacientes con obesidad y cuyo diagnóstico es incierto después de un SPECT-MPI.
Con la cuantificación del flujo sanguíneo del miocardio utilizando el 82Rb, se espera mejorar la detección de la enfermedad coronaria multivaso. El 82Rb/PET es una herramienta valiosa en la identificación de isquemias . La isquemia miocárdica se produce por un suministro insuficiente de sangre en el corazón.El 82Rb/PET se puede utilizar para cuantificar la reserva de flujo miocárdico en los ventrículos. Esto permite al médico hacer un diagnóstico y pronóstico del paciente. Diversos estudios de vasorreactividad se llevan a cabo gracias a la imagen 82Rb/PETdebido a su cuantificación del flujo sanguíneo miocárdico. Es posible cuantificar estrés en pacientes bajo el mismo razonamiento. Recientemente se ha demostrado que los tumores neuroendocrinos metastásicos se pueden ven con el 82Rb gracias a su capacidad para cuantificar el flujo sanguíneo miocárdico (MBF) en reposo y estrés farmacológico, comúnmente realizado con adenosina.

### Ventajas
Una de las principales ventajas del 82Rb es su disponibilidad en los centros de medicina nuclear. Este isótopo está disponible diariamente después de la elución de una columna 82Sr, esto tarda 10 minutos y hace posible producir suficientes muestras para inyectar a 10-15 pacientes por día. Otra ventaja del 82Rb es su alta densidad en el tejido miocárdico. El 82Rb/PET ha demostrado una mayor uniformidad y densidad que el Tc99m-SPECT cuando se examina el miocardio. Esto da como resultado una mayor confianza interpretativa y una mayor precisión. Permite la cuantificación de la reserva de flujo coronario y el flujo sanguíneo miocárdico. El 82Rb también posee la ventaja de que tiene una vida media muy corta. Esto da como resultado una exposición a la radiación mucho más baja para el paciente, es especialmente importante ya que el uso de imágenes de miocardio aumenta en el campo médico. Cuando se trata de pacientes, es beneficioso el uso del 82Rb en pacientes obesos o físicamente incapaces de realizar una prueba de esfuerzo. También tiene efectos secundarios limitados a irritaciones menores alrededor del sitio de la inyección.

### Limitaciones
Una limitación importante del 82Rb es el coste. Actualmente el 99mtc cuesta de promedio 70 $ por dosis (unos 57 €), y se necesitan 2 dosis, mientras que el 82Rb cuesta 250 $ por dosis (unos 200 €). Otra limitación de este isótopo es que necesita una cámara PET/CT, y en lugares como Europa, donde el generador 82Sr/82Rb todavía no se ha aprobado, puede ser difícil de encontrar.

## Más información
- Efseaff, M; Klein, R; Ziadi, MC; Beanlands, RS; deKemp, RA (2012). "Corto-denominar repeatability de descansar myocardial medidas de flujo de la sangre que utilizan rubidio-82 MASCOTA imaging". Efseaff, M; Klein, R; Ziadi, MC; Beanlands, RS; deKemp, RA (2012). «Short-term repeatability of resting myocardial blood flow measurements using rubidium-82 PET imaging.». Journal of Nuclear Cardiology 19 (5): 997-1006. PMID 22826134. doi:10.1007/s12350-012-9600-3. (5): 997@–1006. doi:10.1007/s12350-012-9600-3.
- Mc Ardle, BA; Dowsley, TF; deKemp, RA; Wells, GA; Beanlands, RS (2012). «Does rubidium-82 PET have superior accuracy to SPECT perfusion imaging for the diagnosis of obstructive coronary disease?: A systematic review and meta-analysis.». Journal of the American College of Cardiology 60 (18): 1828-37. PMID 23040573. doi:10.1016/j.jacc.2012.07.038..

- Datos: Q2860122